# Saint-Aubin-Routot
Saint-Aubin-Routot is een gemeente in het Franse departement Seine-Maritime (regio Normandië) en telt 1118 inwoners (1999). De plaats maakt deel uit van het arrondissement Le Havre.

## Geografie
De oppervlakte van Saint-Aubin-Routot bedraagt 6,6 km², de bevolkingsdichtheid is 169,4 inwoners per km².
De onderstaande kaart toont de ligging van Saint-Aubin-Routot met de belangrijkste infrastructuur en aangrenzende gemeenten.

## Demografie
Onderstaande figuur toont het verloop van het inwonertal (bron: INSEE-tellingen).